# Heinrich Wilhelm Dove
Heinrich Wilhelm Dove (n. 6 octombrie 1803, Legnica, Voievodatul Silezia Inferioară, Polonia – d. 4 aprilie 1879, Berlin, Imperiul German) a fost un fizician și meteorolog prusac.

## Biografie
Dove s-a născut la Liegnitz, în Regatul Prusiei, și a studiat istoria, filozofia și științele naturii la Universitatea din Breslau din 1821 până în 1824.
În 1824 a continuat studiile la Universitatea din Berlin, terminând în 1826. În 1826, a devenit Privatdozent și în 1828 profesor extraordinar la Universitatea din Königsberg. În 1829, s-a mutat la Berlin și a predat la Gimnaziul Friedrich Wilhelm.
În 1845 a devenit profesor ordinarius la Friedrich-Wilhelms-Universität din Berlin, unde a fost ales rector în 1858-1859, iar din nou în 1871-1872. În 1849 devine și directorul Institutului Meteorologic Prusian. Pe parcursul carierei sale, a publicat peste 300 de lucrări, dintre care unele au intrat în fizică experimentală.
El a avut, de asemenea, o influență importantă asupra științei meteorologiei și a fost considerat de unii ca un pionier în acest domeniu; Principalul obiectiv meteorologic al lui Dove a fost în climatologie, un câmp pionier de Alexander von Humboldt.
În 1839 a descoperit tehnica bătăilor binaurale, prin care frecvențele ușor diferite jucate separat de fiecare ureche produceau o percepție a bătăilor de interferență în același ritm care ar fi creat fizic. De asemenea, el a studiat distribuția căldurii pe suprafața Pământului, efectul climatului asupra creșterii plantelor, și a fost primul care a măsurat rezistența unui curent electric într-un fir indus de un câmp magnetic în colaps.